# 砥石山
砥石山是古代的一座山的名字，遼水的源頭出自砥石山，之後自塞北流至遼東入海，大致位於現在的河北省承德市平泉市。古時商的祖先契生昭明，昭明遷居于砥石之後，再次遷徙到商丘，砥石山是商代先祖的居住地。遼朝的祖先也曾栖息在遼河源頭，稱之爲遼中京西邊的馬盂山。